# Leucania ferruginea
Leucania ferruginea là một loài bướm đêm trong họ Noctuidae.